# Prix Guy Deloison
Prix Guy Deloison är ett travlopp för 3-åriga varmblodiga ston som körs på Vincennesbanan utanför Paris i Frankrike varje år. Det går av stapeln samma dag som Prix Piérre Plazen. Det är ett Grupp 2-lopp, det vill säga ett lopp av näst högsta internationella klass. Loppet körs över distansen 2700 meter. Förstapris är 54 000 euro, vilket gör loppet till ett av de större treåringsloppen i Frankrike.

## Vinnare
| År   | Häst               | Efter              | Kusk                  | Tränare                 | Distans | Tid    |
| ---- | ------------------ | ------------------ | --------------------- | ----------------------- | ------- | ------ |
| 2024 | Liza Josselyn      | Ready Cash         | Jean-Michel Bazire    | Jean-Michel Bazire      | 2 700 m | 1'13"3 |
| 2023 | Katinka du Mouchel | Prodigious         | Clément Duvaldestin   | Thierry Duvaldestin     | 2 700 m | 1'13"4 |
| 2022 | Just A Gigolo      | Boccador de Simm   | Franck Nivard         | Philippe Allaire        | 2 700 m | 1'13"4 |
| 2021 | Idylle Speed       | Carat Williams     | Franck Nivard         | François-Pierre Bossuet | 2 700 m | 1'14"1 |
| 2020 | Hanna des Molles   | Village Mystic     | Alexandre Abrivard    | Laurent-Claude Abrivard | 2 700 m | 1'15"1 |
| 2019 | Girls Talk         | Brillantissime     | David Thomain         | Philippe Allaire        | 2 700 m | 1'14"3 |
| 2018 | Flèche Bourbon     | Saxo de Vandel     | Jean-Philippe Monclin | Sébastien Guarato       | 2 700 m | 1'14"3 |
| 2017 | Erminig d'Oliverie | Scipion du Goutier | Franck Nivard         | Franck Leblanc          | 2 175 m | 1'12"2 |
| 2016 | Dawana             | Ready Cash         | Gabriele Gelormini    | Philippe Allaire        | 2 175 m | 1'12"8 |
| 2015 | Cère Josselyn      | Kaisy Dream        | David Thomain         | Thierry Duvaldestin     | 2 175 m | 1'14"3 |
| 2014 | Biche des Clos     | Rolling d'Héripré  | Mathieu Mottier       | Danielle Mottier        | 2 175 m | 1'12"0 |
| 2013 | Avila              | Ready Cash         | Thierry Duvaldestin   | Thierry Duvaldestin     | 2 175 m | 1'12"7 |
| 2012 | Véra Pierji        | Otello Pierji      | Franck Nivard         | Thierry Duvaldestin     | 2 175 m | 1'12"4 |
| 2011 | Une de Bertrange   | Fortuna Fant       | Jean-Michel Bazire    | Jean-Michel Bazire      | 2 175 m | 1'13"2 |
| 2010 | Texas Style        | Goetmals Wood      | Louis Baudron         | Louis Baudron           | 2 175 m | 1'14"2 |
| 2009 | Scala Bourbon      | Love You           | Franck Nivard         | Sébastien Guarato       | 2 175 m | 1'13"3 |
| 2008 | Royal Crown        | Love You           | Bernard Piton         | Jean Baudron            | 2 175 m | 1'12"7 |
| 2007 | Qualita Bourbon    | Love You           | Jean-Pierre Dubois    | Jean-Pierre Dubois      | 2 175 m | 1'16"  |
| 2006 | Pearl Queen        | Carpe Diem         | Thierry Duvaldestin   | Thierry Duvaldestin     | 2 175 m | 1'13"7 |
| 2005 | Olivia Jet         | Halimède           | Pierre Vercruysse     | Jean-Étienne Dubois     | 2 175 m | 1'13"8 |
| 2004 | Nippy Girl         | Ginger Somolli     | Sébastien Baude       | Franck Harel            | 2 175 m | 1'13"7 |
| 2003 | Mahana             | Défi d'Aunou       | Jean-Pierre Dubois    | Jean-Pierre Dubois      | 2 175 m | 1'16"9 |
| 2002 | Leda d'Occagnes    | Cygnus d'Odyssée   | Wilhelm Paal          | Pierre-Désiré Allaire   | 2 175 m | 1'13"8 |
| 2001 | Kidacra            | Qualmont du Vivier | Alain Laurent         | Alain Laurent           | 2 175 m | 1'14"8 |
| 2000 | Java Speed         | Ursulo de Crouay   | Yves Dreux            | Antoine-Paul Bézier     | 2 175 m | 1'15"1 |
| 1999 | Island Dream       | Coktail Jet        | Jean-Pierre Dubois    | Jean-Pierre Dubois      | 2 175 m | 1'16"2 |
| 1998 | Hina Josselyn      | Cezio Josselyn     | Jean-Michel Bazire    | L. Goncalves-Fernandes  | 2 175 m | 1'14"7 |
| 1997 | Gentille de Brévol | Viking's Way       | Alain Laurent         | Alain Laurent           | 2 100 m | 1'16"1 |
| 1996 | Floda Josselyn     | Workaholic         | Jean-Michel Bazire    | L. Goncalves-Fernandes  | 2 175 m | 1'16"7 |
| 1995 | Eyra de Bellouet   | Viking's Way       | Patrice Lebouteiller  | Patrice Lebouteiller    | 2 100 m | 1'15"4 |
| 1994 | Déa Josselyn       | Armbro Goal        | Jean-Étienne Dubois   | Jean-Étienne Dubois     | 2 175 m | 1'16"2 |
| 1993 | Concertina         | Rainbow Runner     | Jean-Étienne Dubois   | Jean-Étienne Dubois     | 2 175 m | 1'17"4 |
| 1992 | Bahama             | Quito de Talonay   | Jean-Étienne Dubois   | Jean-Étienne Dubois     | 2 100 m | 1'18"1 |
| 1991 | Autour d'Aunou     | Speedy Somolli     | Jean-Étienne Dubois   | Jean-Étienne Dubois     | 2 300 m | 1'16"3 |
| 1990 | Victoire Classique | Mon Tourbillon     | Jean-Pierre Viel      | Jean-Pierre Viel        | 2 300 m | 1'16"5 |
| 1989 | Une de Rio         | Florestan          | Jean-Pierre Dubois    | Jean-Pierre Dubois      | 2 100 m | 1'15"8 |
| 1988 | Topaze d'Ombrée    | Kimberland         | Ulf Nordin            | Ulf Nordin              | 2 100 m | 1'16"7 |
| 1987 | Sonia Williams     | Jet du Vivier      | Abraham Hubertus Post | Jan Kruithof            | 2 300 m | 1'17"7 |
| 1986 | Rachel             | Fanacques          | Pierre Levesque       | Jean-Claude Billard     | 2 300 m | 1'18"7 |
| 1985 | Qrysolle           | Hymour             | Michel Roussel        | Michel Roussel          | 2 300 m | 1'19"9 |
| 1984 | Périne du Gédouin  | Héros de Mai       | Pierre Levesque       | Philippe David          | 2 300 m | 1'18"  |
| 1983 | Option             | Chambon P          | Roger Baudron         | Roger Baudron           | 2 250 m | 1'17"8 |
| 1982 | Neuilly            | Amyot              | Léopold Verroken      | Léopold Verroken        | 2 250 m | 1'20"4 |
| 1981 | Malice Bleue       | Beau Ludois L      | Jean-René Gougeon     | Jean-René Gougeon       | 2 250 m | 1'19"3 |
| 1980 | Larissa de Chenu   | Chambon P          | Raymond Clavreul      | Raymond Clavreul        | 2 250 m | 1'20"5 |